# Papilio nubilus
Papilio nubilus là một loài bướm thuộc họ Bướm phượng (Papilionidae). 
Loài Papilio nubilus được mô tả năm 1891 bởi Staudinger. Loài bướm Papilio nubilus sinh sống ở .

## Hình ảnh

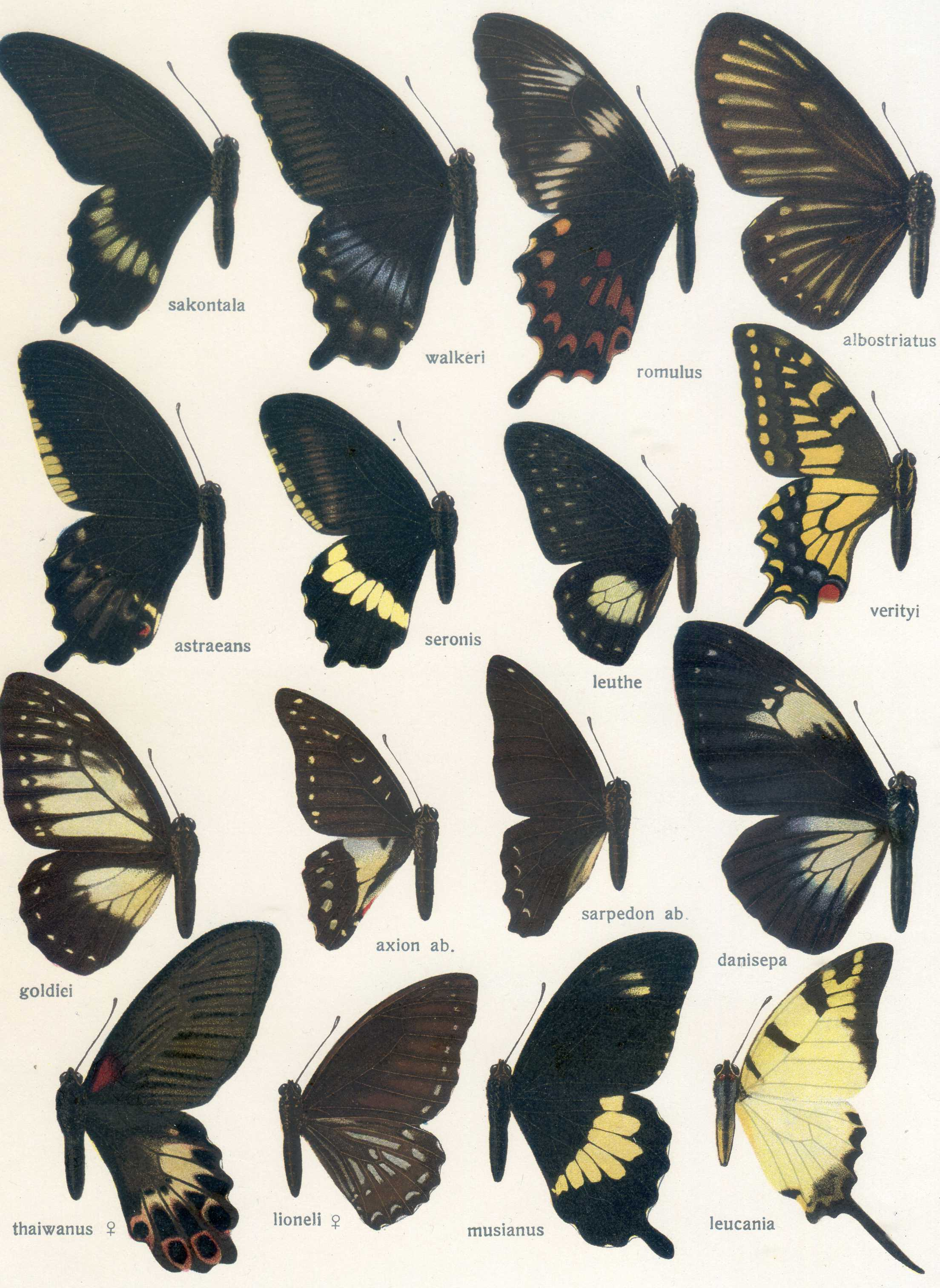